# Atletico Suzuka Club
Atletico Suzuka Club (em japonês:  アトレチコ鈴鹿クラブ - Atorechiko Suzuka Kurabu), anteriormente chamado Suzuka Point Getters (em japonês:  鈴鹿ポイントゲッターズ - Suzuka Pointo Getta-zu), é um clube de futebol japonês, com sede em Suzuka. Atualmente disputa a JFL, a quarta divisão do país.

## História
Fundado em 1980 com o nome de Mie Club, teve como primeira sede a cidade de Nabari. Tornou-se membro da Associação de Futebol de Mie para jogar a Liga Municipal em 1982. Foi promovido à primeira divisão em 1991 e seguiu até 2005, quando os organizadores decidiram iniciar um projeto de fazer um time com ambições maiores. Em 2006, mudou o nome para MIE FC Rampole.
Em setembro de 2008, fundiu-se com o Suzuka Club e passou a se chamar Suzuka Unlimited FC, quando já participava da segunda divisão da Liga Regional de Tōkai.
Em 2019, para a disputa da JFL, contratou a espanhola Mila Martínez para o comando técnico, tornando-se o primeiro (e até hoje único) clube de futebol japonês a ter uma mulher exercendo o cargo em qualquer divisão (profissional, semi-profissional ou amador). Em fevereiro de 2020, a equipe mudou novamente seu nome, agora para Suzuka Point Getters
Mila Martínez deixou o clube em julho de 2021 após um consenso entre ela e a direção do Suzuka Point Getters, anunciando o ex-jogador Yasutoshi Miura como seu substituto - por 10 dias, Tsukasa Ozawa foi técnico interino do clube.
Para a temporada 2022, o Suzuka Point Getters anunciou a contratação de Kazuyoshi Miura, que atuava desde 2005 no Yokohama FC (exceção feita ao final do mesmo ano, quando fora emprestado ao Sydney FC para disputar o Mundial de Clubes). Segundo o atacante, 2 fatores foram decisivos: ter uma sequência maior de jogos (desde 2018, foram apenas 22 jogos entre J2, J1 e Copa da Liga) e ter seu irmão mais velho como treinador. Em outubro de 2023, o ex-jogador Hiroshi Saito foi escolhido como novo presidente da equipe.
Em janeiro de 2024, durante uma coletiva de imprensa, foi anunciado que o clube passaria a chamar-se Atletico Suzuka Club.

## Títulos
- Segunda Divisão da Liga Regional de Tōkai: 2009
- Primeira Divisão da Liga Regional de Tōkai: 2012, 2014, 2017, 2018
- Shakaijin Cup: 2017